# Rödhuvad vävare
Rödhuvad vävare (Quelea erythrops) är en afrikansk fågel i familjen vävare inom ordningen tättingar.

## Utseende och läten

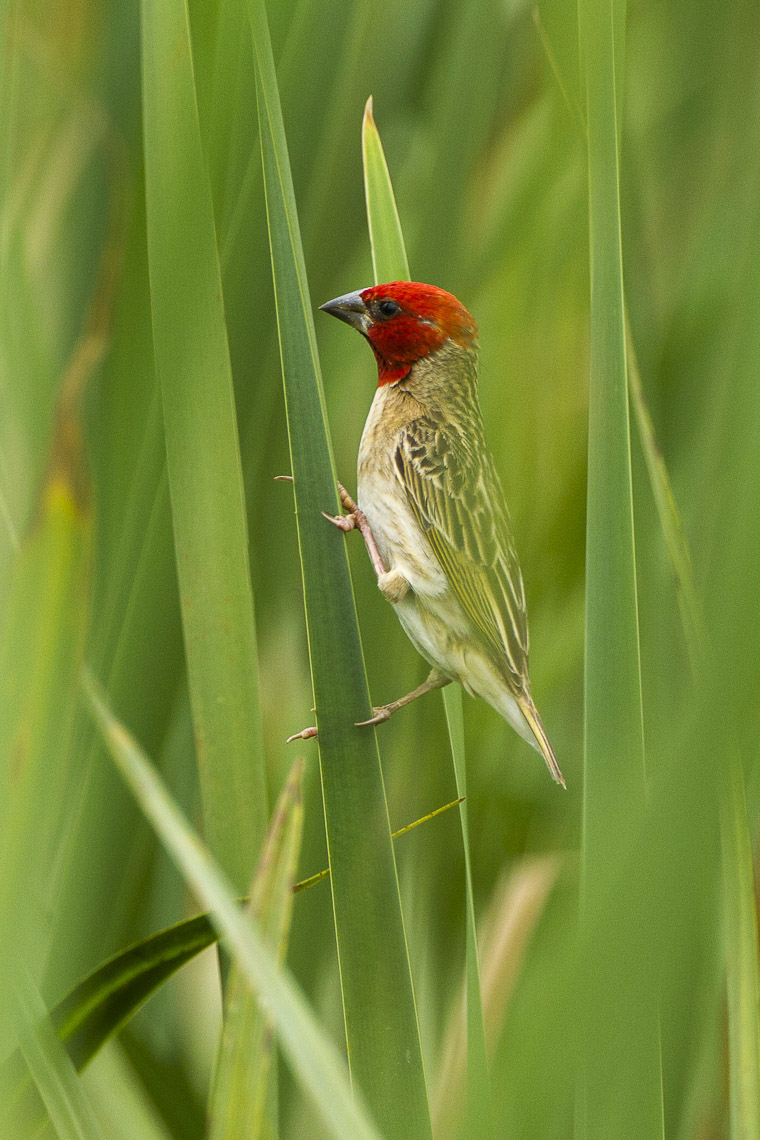
Rödhuvad vävare i Sydafrika.

Rödhuvad vävare är en liten (11 cm) och kortstjärtad vävare. Den liknar i stort kardinalvävaren, men det röda på huvudet sträcker sig endast något ner på bröstet och näbben är mörkbrun, ej svart. Hona i häckningsdräkt har ljusorange anstrykning på ansikte och strupe. Fåglar utanför häckningstid och juveniler är mycket lika kardinalvävaren, men är något större och har ljusare strupe. Lätet är ett vasst "chip" och från flockar hörs ett kvitter när de tar nattkvist.

## Utbredning och systematik
Rödhuvad vävare förekommer i gräsmarker i Afrika söder om Sahara, från västra Senegal och Gambia, Guinea-Bissau och Mali (i Nigerflodens bäcken) österut till Nigeria, Kamerun, Centralafrikanska republiken, västra och nordöstra Demokratiska republiken Kongo, södra Sydsudan, sydvästra Etiopien och Kenya. Vidare ses den söderut till São Tomé, Gabon, sydvästra Republiken Kongo och inåt landet utmed Kongofloden och Ubangifloden, nordvästra Angola, Zambia, Malawi, sydöstra Moçambique och kustnära Sydafrika i KwaZulu-Natal. Tillfälligt ses den även i nordöstra Namibia och norra Botswana i Capriviremsan samt på Zimbabwes sida av Zambezifloden. Tillfälligt har den setts i Storbritannien och Spanien, men den anses osannolikt att den nått dit på naturlig väg. Den behandlas som monotypisk, det vill säga att den inte delas in i några underarter.

## Levnadssätt
Rödhuvad vävare hittas i fuktiga gräsmarker och intilliggande skogsområden. Födan består mestadels av gräsfrön.

## Status och hot
Arten har ett stort utbredningsområde och en stor population med stabil utveckling och tros inte vara utsatt för något substantiellt hot. Utifrån dessa kriterier kategoriserar internationella naturvårdsunionen IUCN arten som livskraftig (LC). Världspopulationen har inte uppskattats men den beskrivs som vanlig till mycket vanlig.